# Wilhelm Schott

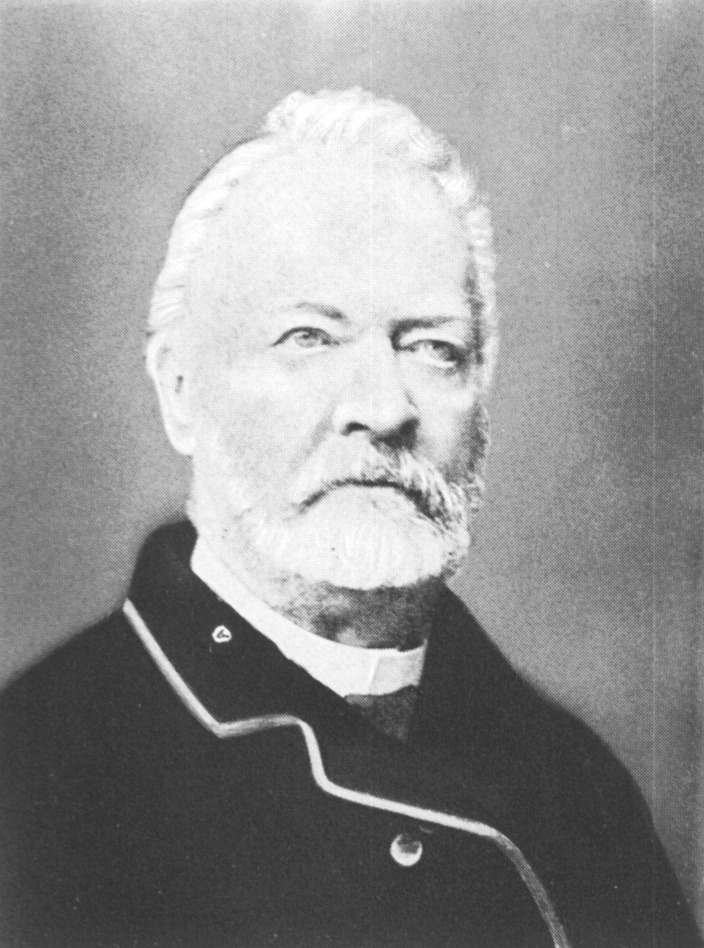
Wilhelm Schott.

Wilhelm Schott, född den 3 september 1807 i Mainz, död den 21 januari 1889 i Berlin, var en tysk orientalist.
Schott blev 1838 professor i östasiatiska språk vid universitetet i Berlin och kallades 1841 till medlem av vetenskapsakademien i samma stad. Han gjorde sig berömd huvudsakligen genom forskningar rörande språket och kulturen i norra och östra delarna av Asien. I Altaische Studien (5 häften, 1860-72) lämnade han sålunda högst viktiga bidrag till kännedomen om de tatariska, finsk-tatariska och tjudiska språkklasserna, liksom han i Chinesische Sprachlehre (1857) gjorde epok i de enstaviga språkens grammatiska behandling. 

## Övriga arbeten (i urval)
- De Lingua Tschuwaschorum: dissertatio. Berolini (1841)
- Über den Buddhaismus in Hochasien und in China (1844)
- Älteste Nachrichten von Mongolen und Tataren (1846)
- Über die chinesische Verskunst (1857)
- Über die echten Kirgisen (1864)